# Ehrenbach (Steinlach, Ofterdingen)
Der Ehrenbach, anscheinend auch Nehrenbach genannt, ist ein weniger als einen Kilometer langer Bach im Gebiet der Gemeinde Ofterdingen im baden-württembergischen Landkreis Tübingen, der am nordöstlichen Dorfende von Ofterdingen von rechts und Südosten in die mittlere Steinlach mündet.

## Name
Die heutige amtliche Gewässerkarten nennt den Bach Ehrenbach und den Höhenzug an der rechten Talseite Ehrenberg, jedoch entspringt er dieser zufolge in einem Gewann Nehrenbach und andere Gewanne am Unterhang des Ehrenbergs tragen den Namen Nehrenberg. Auf einer topographischen Karte vom Anfang des 20. Jahrhunderts heißt der Berg Nehrenberg und der (schlecht abzulesende) Schriftzug dem Bachlauf entlang scheint eher Nehrenbach als Ehrenbach zu sein.

## Geographie

### Verlauf
Der Ehrenbach entsteht in schon deutlich eingetieftem Tal auf einer Wiese des Gewanns Nehrenbach zwischen dem Ehrenberg im Nordosten und dem Ofterdinger Berg im Südwesten auf etwa 432 m ü. NHN. Dort beginnt ein krautig bewachsener Graben, der mit nur leichten Richtungsschwankungen und in wenigen recht geraden Stücken nordwestwärts läuft. Am Ufer des Wiesenlaufs stehen vereinzelte kleine Feldhecken. Nach dem Austritt in die flachere Talebene der Steinlach passiert er auch eine kleine Obstwiese und kreuzt dann die B 27 Ofterdingen–Dußlingen. 
Auf der anderen Seite der Bundesstraße trennt er auf seinen letzten 200 Metern Lauf Gewerbegebäude des nordöstlichen Ortsrandes von Ofterdingen am linken Ufer von Äckern am rechten. Dann fließt er auf 403,6 m ü. NHN von rechts in die mittlere Steinlach ein, etwa 28 Höhenmeter unter seinem Wiesenursprung und nach einem 0,9 km langen Weg mit mittleren Sohlgefälle von rund 32 ‰. In den Ehrenbach münden außer kurzen Gräben aus angrenzenden feuchten Wiesen keine offenen Zuflüsse.

### Einzugsgebiet
Der Ehrenbach hat ein etwa 0,5 km² großes Einzugsgebiet, das naturräumlich zum Unterraum Die Steinlach des Mittleren Albvorlandes gehört. Sein höchster Punkt liegt an der Südspitze auf dem Ofterdinger Berge nahe dem Friedhof und erreicht ungefähr 470 m ü. NHN. Den deutlich größeren Flächenanteil hat die Gemeinde Ofterdingen, auf deren Gebiet auch der gesamte Lauf liegt, den kleineren rechtsseits am Ehrenberg die Nachbargemeinde Nehren.
Im Nordnordosten grenzt das Einzugsgebiet eines Auengrabens rechts der Steinlach an, der aber zuunterst in deren Zufluss Wiesbach mündet, im Osten das des oberen Wiesbachs selbst. Im Süden konkurriert der zur Steinlach laufende Bachsatzgraben, die selbst im Westen das nächste offene Gewässer ist.

## Geologie
Im Einzugsgebiet stehen Schichten des Unterjuras an, vom Jurensismergel bis hinunter zum Obtususton. Die Bachquelle liegt dazwischen in Schichthöhe des Numismalismergels. In der breiten Talebene der Steinlach durchläuft der von der Quelle an in einem schon oberhalb von ihr einsetzenden Schwemmlandband begleitete Bach ab etwas vor der Bundesstraße pleistozän abgelagerte Terrassensedimente.

## Natur
Der Ehrenbach wurde einst begradigt, beginnt aber wieder zu pendeln und fließt ansonsten recht naturnah in einem halbmeterbreiten, stellenweise leicht eingetieften Bachbett über kiesigem bis schlammigem Grund. Seine Quelle stößt zwischen Steinblöcken auf, danach versickert der Bach zeitweise auf seinem Anfangsabschnitt, ehe er dann wieder offen an Weidengebüsch und sumpfigen Wiesenabschnitten vorbeifließt. Vor der Unterquerung der Bundesstraße liegen links am Ufer sehr feuchte Wiesen. Nach dem letzten kahlen Grabenstück entlang dem Gewerbegebiet mündet er in der Auwaldgalerie der Steinlach.

### LUBW
Amtliche Online-Gewässerkarte mit passendem Ausschnitt und den hier benutzten Layern: Lauf und Einzugsgebiet des Ehrenbachs

Allgemeiner Einstieg ohne Voreinstellungen und Layer: Daten- und Kartendienst der Landesanstalt für Umwelt Baden-Württemberg (LUBW) (Hinweise)
1. 1 2  Höhe nach dem Höhenlinienbild auf dem Hintergrundlayer Topographische Karte.
2. ↑  Höhe nach grauer Beschriftung auf dem Hintergrundlayer Topographische Karte.
3. ↑  Länge nach dem Layer Gewässernetz (AWGN).
4. ↑  Einzugsgebiet abgemessen auf dem Hintergrundlayer Topographische Karte.
5. ↑  Name Ehrenbach nach den Layern Gewässernetz (AWGN) und Gewässername, Gewannnamen Ehrenbach, Ehrenberg und Nehrenberg nach dem Layer Liegenschaften und Gewässer. Nach
  - Meßtischblatt 7520 Mössingen von 1911 in der Deutschen Fotothek

heißt der Bergrücken dagegen Nehrenberg und die Beschriftung am Bach scheint eher Nehrenbach als Ehrenbach zu sein.
6. ↑  Natur teilweise nach dem Layer Geschützte Biotope.

### Andere Belege
1. ↑  Friedrich Huttenlocher: Geographische Landesaufnahme: Die naturräumlichen Einheiten auf Blatt 178 Sigmaringen. Bundesanstalt für Landeskunde, Bad Godesberg 1959. → Online-Karte (PDF; 4,3 MB)
2. ↑  Geologie nach den Layern zu Geologische Karte 1:50.000 auf: Mapserver des Landesamtes für Geologie, Rohstoffe und Bergbau (LGRB) (Hinweise)